# Ferdinand Jodl (General, 1896)
Ferdinand Jodl geborener Baumgärtler (* 28. November 1896 in Landau in der Pfalz; † 9. Juni 1956 in Essen) war ein deutscher General der Gebirgstruppe im Zweiten Weltkrieg.

## Leben

### Familie
Ferdinand war der jüngste Sohn des bayerischen Offiziers Alfred Jodl (1853–1930) und der Therese Baumgärtler. Da seine Eltern zum Zeitpunkt seiner Geburt noch nicht verheiratet waren, führte er zunächst den Familiennamen seiner Mutter. Sein Bruder war der spätere Generaloberst Alfred Jodl. Sein Großonkel war der Architekt Ferdinand Jodl und sein Onkel war der Philosoph und Psychologe Friedrich Jodl.

### Militärkarriere
Jodl trat am 15. August 1914 nach Ausbruch des Ersten Weltkriegs als Fähnrich in das 4. Feldartillerie-Regiment „König“ der Bayerischen Armee in Augsburg ein. Vom 16. Oktober bis 25. November 1914 kommandierte man ihn nach Jüterbog und ab 7. März 1915 beteiligte sich Jodl erstmals an Kampfhandlungen. Er wurde dabei als Batterieoffizier in der 3. Batterie seines Stammregiments an der Westfront eingesetzt. Dort erhielt er am 15. November 1915 seine Beförderung zum Leutnant. Vom 18. bis 29. Juni 1917 befand er sich kurzzeitig beim Ersatz-Bataillon und wurde am 5. November 1917 zur II. Reserve-Abteilung überwiesen, in der er bis zum 23. Januar 1918 verblieb und dann wieder Verwendung als Batterieoffizier fand. Zeitweise fungierte Jodl vom 8. Juni bis 15. August 1918 als Batteriechef sowie vom 23. September bis 9. November 1918 als Ordonnanzoffizier beim Regimentsstab. Für sein Wirken erhielt er neben beiden Klassen des Eisernen Kreuzes den Militärverdienstorden IV. Klasse mit Schwertern.

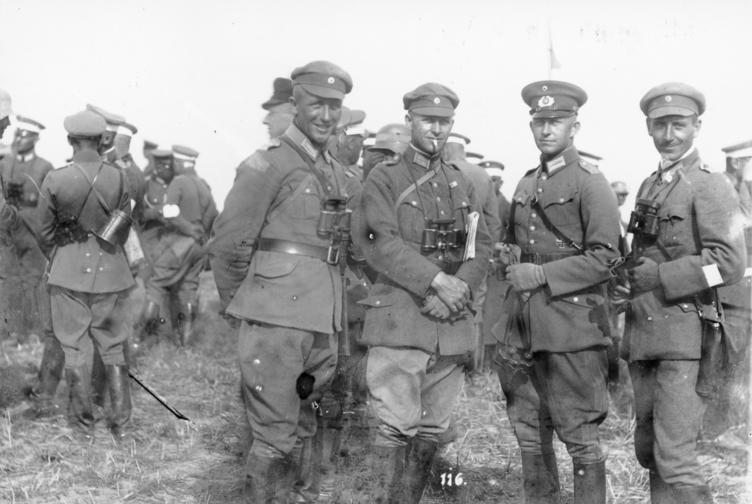
Ferdinand Jodl (Dritter von rechts) neben seinem Bruder Alfred (Zweiter von rechts) bei einem Manöver der 7. Division (1926)

Nach Kriegsende verblieb Jodl bis 22. April 1919 in dieser Stellung. Nach der Auflösung seines Regiments wurde er im Freikorps Hierl Adjutant des Artillerie-Führers. Nach der Schaffung der Vorläufigen Reichswehr wurde er in diese übernommen und zunächst dem Reichswehr-Artillerie-Regiment 22, dann dem Reichswehr-Artillerie-Regiment 21 zugewiesen. Am 31. August 1920 folgte seine Versetzung in das Artillerie-Regiment 7 nach Nürnberg, später zur 6. Gebirgs-Batterie nach Landsberg am Lech. In der Zwischenzeit hatte Jodl vom 1. Mai bis 15. August 1924 einen Waffenlehrgang in Wünsdorf absolviert und war am 1. April 1925 Oberleutnant geworden. Am 1. Oktober 1926 wurde er zur 4. Gebirgseskadron der 7. (Bayerische) Fahr-Abteilung versetzt und dort vom 1. April bis 1. Juli 1927 als Adjutant verwendet.

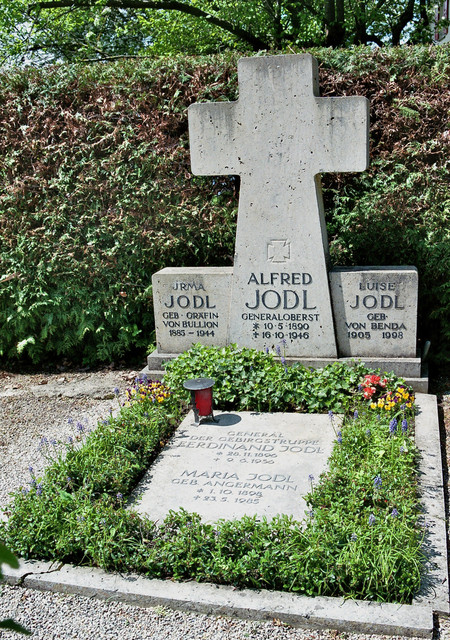
Familiengrab der Jodls im Friedhof des Klosters auf der Fraueninsel im Chiemsee. Dort ist u. a. Ferdinand Jodl begraben. Alfred Jodl, dem letzten Oberbefehlshaber des Heeres unter Hitler, der beim Kriegsverbrecherprozess in Nürnberg zum Tode verurteilt wurde (gehängt 1946) wird gedacht; die Asche seines Leichnams wurde in einen Seitenarm der Isar gestreut.

Es folgte die Kommandierung zum 19. (Bayerisches) Infanterie-Regiment, ab 1. Oktober 1927 die Führergehilfenausbildung beim Stab der 6. Division in Münster und im Anschluss daran vom 1. Juni bis 1. Oktober 1929 eine weitere Kommandierung, diesmal zur ebenfalls in Münster stationierten 6. (Preußische) Kraftfahr-Abteilung. Anschließend versetzte man Jodl zur 1. Batterie des 6. (Preußisches) Artillerie-Regiments. Am 1. Oktober 1930 kommandierte man ihn in das Reichswehrministerium nach Berlin und beförderte ihn dort am 1. Februar 1931 zum Hauptmann. Ab 1. April 1932 wurde Jodl in das Ministerium versetzt und hier im Truppenamt in der Abteilung Fremde Heere (T 3) eingesetzt. Am 1. Juli 1934 kehrte er in den Truppendienst zurück und wurde Batteriechef im 7. (Bayerisches) Artillerie-Regiment. Jodl verblieb hier bis zum 1. August 1935 und wechselte dann für drei Jahre als Taktiklehrer an die Heereskriegsakademie. Als Major (seit 1. Januar 1936) wurde er im Anschluss Erster Generalstabsoffizier im Stab des XII. Armeekorps und dort am 1. Januar 1939 Oberstleutnant.
In dieser Stellung verblieb Jodl bis zum 1. Juni 1940 und fungierte dann bis 25. Oktober 1940 als Chef des Generalstabes. Anschließend war Jodl Chef des Generalstabes des XXXXIX. Gebirgs-Korps und avancierte am 1. November 1940 zum Oberst. Ab 6. Januar 1942 war Jodl zunächst Generalstabschef beim AOK Norwegen, dann beim AOK Lappland und schließlich ab 22. Juni 1942 bei der 20. Gebirgs-Armee unter Generaloberst Eduard Dietl. In diesen Stellungen hatte man ihn am 1. Februar 1942 zum Generalmajor sowie am 1. September 1943 zum Generalleutnant befördert. Außerdem wurde er am 11. April 1943 mit dem Deutschen Kreuz in Gold ausgezeichnet. Vom 21. April bis 1. September 1944 befand er sich kurzzeitig in der Führerreserve und wurde anschließend mit der Führung des XIX. Gebirgs-Korps beauftragt. Unter gleichzeitiger Beförderung zum General der Gebirgstruppe folgte am 1. September 1944 die Ernennung zum Kommandierenden General. Er verblieb auch nach der Umbenennung des Verbandes zur Armeeabteilung Narvik deren Kommandierender General. In dieser Stellung erhielt er am 13. Januar 1945 das Ritterkreuz des Eisernen Kreuzes. Mit der bedingungslosen Kapitulation der Wehrmacht geriet Jodl in britische Kriegsgefangenschaft, aus der er am 2. Juli 1947 entlassen wurde.